# 真桑人形浄瑠璃

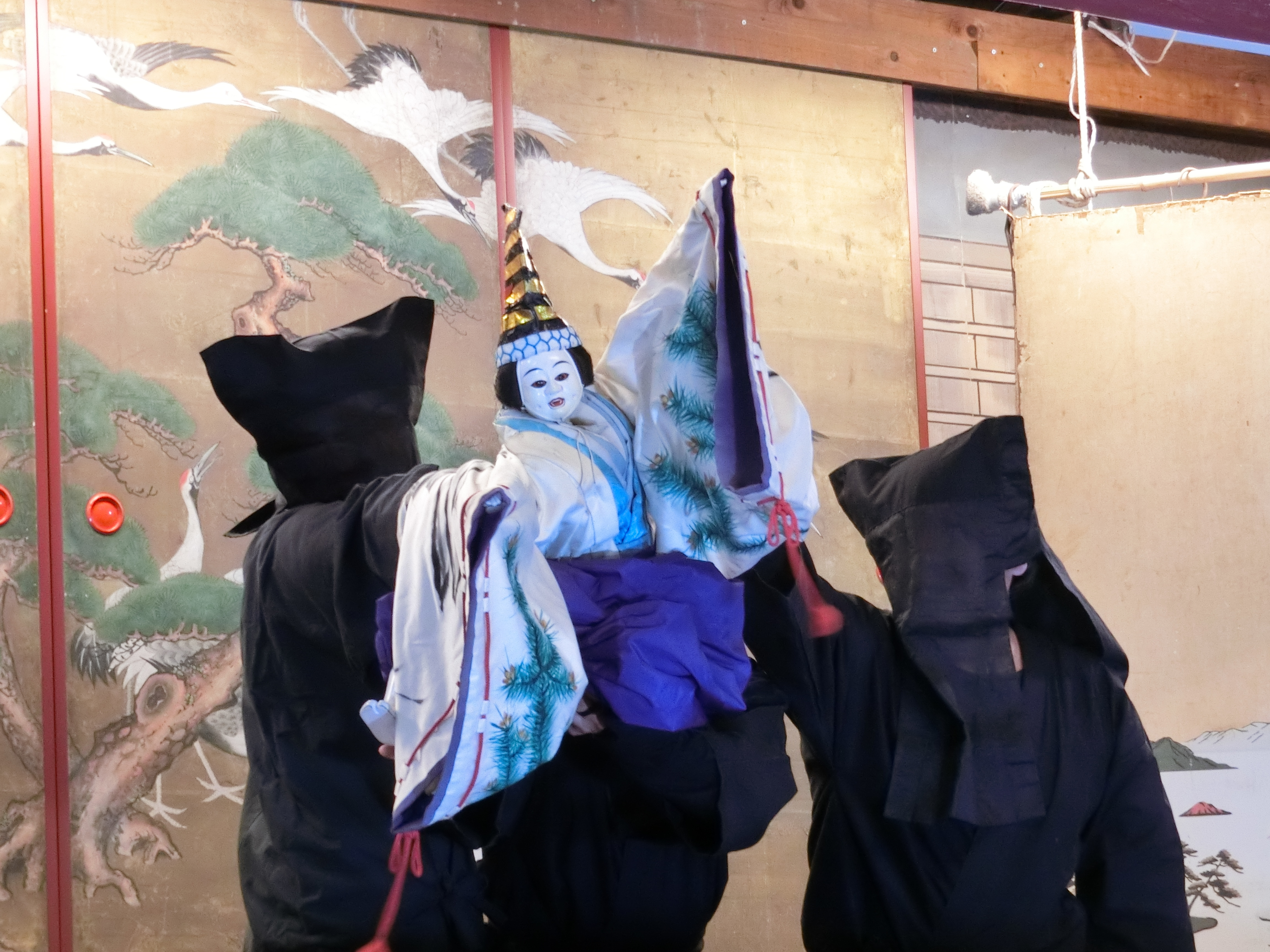
真桑人形浄瑠璃より三番叟の一場面

真桑人形浄瑠璃（まくわにんぎょうじょうるり）は、岐阜県本巣市上真桑に伝わる重要無形民俗文化財の人形浄瑠璃。真桑文楽とも。継承団体は真桑文楽保存会。
元禄年間に真桑用水の開発に尽力した福田源七郎の遺徳をたたえて氏神である物部神社の祭礼に合わせて上演したのが始まりといわれる。祭礼日は春分の日およびその前日。300年の歴史を誇る人形芝居であり、『伽羅先代萩』、『絵本太功記』、『傾城阿波の鳴門』『奥州安達原』、『日吉丸稚児桜』、『蓮如上人一代記』や『真桑誉義農源七郎』をはじめレパートリーは約20ある。もとは一人で人形を操作する一人遣いであったが、後に大阪文楽の影響を受けて三人遣いとなった。所蔵する人形のかしらは大阪文楽においても名前しか残っていない古い物が含まれる。なお、上演会場の「真桑の人形舞台」は重要有形民俗文化財である。伝統継承のため本巣市立真桑小学校や本巣市立真正中学校などで人形浄瑠璃を演じる取り組みがなされている。